# Cincinnati Open 1987
Il Cincinnati Open 1987 è stato un torneo di tennis giocato sul cemento. È stata la 86ª edizione del Cincinnati Open, che fa parte del Nabisco Grand Prix 1987. Il torneo si è giocato a Cincinnati in Ohio negli USA, dal 14 al 20 agosto 1987.

## Campioni

### Singolare
Stefan Edberg ha battuto in finale  Boris Becker con il punteggio di 6–4, 6–1

### Doppio
Ken Flach /  Robert Seguso hanno battuto in finale  Steve Denton /  John Fitzgerald con il punteggio di 7–5, 6–3